# 1852
Промислова революція •  Національно-визвольні рухи • Робітничий рух •  Російська імперія

## Геополітична ситуація
У Росії править імператор Микола I (до 1855). Російській імперії належить більша частина України, значна частина Польщі, Грузія, Закавказзя, Фінляндія, Аляска, Волощина та Молдова. Україну розділено між двома державами — Королівство Галичини та Володимирії належить Австрії, Правобережжя, Лівобережжя та Крим — Російській імперії.
В Османській імперії править султан Абдул-Меджид I (до 1861). Під владою османів перебувають Близький Схід та Єгипет, Середземноморське узбережжя Північної Африки, Болгарія. Васалами османів є Сербія та Боснія.
В Австрійській імперії править Франц-Йосиф I (до 1916). Імперія охоплює, крім власне австрійських земель, Угорщину з Хорватією, Трансильванію, Богемію, Північну Італію. Король Пруссії — Фрідріх-Вільгельм IV (до 1861). Королівство Баварія очолює Максиміліан II (до 1864). Австрія, Пруссія, Баварія та інші німецькомовні держави об'єднані в Німецький союз.
У Франції Друга французька імперія змінила республіку. Франція має колонії в Алжирі, Карибському басейні, Південній Америці та Індії. На троні Іспанії сидить Ізабелла II (до 1868). Королівству Іспанія належать частина островів Карибського басейну, Філіппіни. Королева Португалії — Марія II (до 1853). Португалія має володіння в Африці, Індії, Індійському океані й Індонезії.
У Великій Британії триває Вікторіанська епоха — править королева Вікторія (до 1901). Британія має колонії в Північній Америці, на Карибах та в Індії. Королівство Нідерланди очолює Віллем III (до 1890). Король Данії та Норвегії — Фредерік VII (до 1863), на шведському троні сидить Оскар I (до 1859). Італія розділена між Австрією та Королівством Обох Сицилій. Існує Папська держава з центром у Римі.
Бразильську імперію очолює Педру II (до 1889). Посаду президента США займає Міллард Філлмор. Територія на півночі північноамериканського континенту, Провінції Канади, належить Великій Британії, територія на півдні континенту — Мексиці.
В Ірані при владі Каджари. Британська Ост-Індійська компанія захопила контроль над Індостаном. У Бірмі править династія Конбаун, у В'єтнамі — династія Нгуєн. У Китаї володарює Династія Цін, триває Тайпінське повстання. У Японії триває період Едо.

## Події

### В Україні
- У Полтаві відкрився Іллінський ярмарок.
- Засновано Київський центральний архів давніх (древніх) актів.
- У Львові відкрився мінералогічний музей.

### У світі
- 14 січня президент Луї-Наполеон Бонапарт оголосив нову конституцію Французької республіки.
- 17 січня Велика Британія визнала незалежність Трансваалю.
- 3 лютого в Аргентині відбулася битва під Касеросом. Хуан Мануель де Росас зазнав поразки.
- 1 квітня почалася Друга англо-бірманська війна.
- 11 вересня провінція Буенос-Айрес проголосила незалежність.
- 2 листопада Франклін Пірс виграв президентські вибори в США.
- 1 грудня Луї-Наполеон Бонапарт проголосив себе імператором Франції Наполеоном III. Друга французька республіка змінилася Другою французькою імперією.

### У суспільному житті
- Засновано компанію з виробництва возів Studebaker.
- Засновано фінансову корпорацію Wells Fargo.
- 17 листопада прусський уряд розпустив Союз комуністів Карла Маркса.

### У науці
- Анрі Жіффар здійснив першу подорож на дирижаблі.
- Запропоновано задачу чотирьох фарб.
- Август Бер сформулював закон Бера.
- Леон Фуко вперше використав гіроскоп у наукових дослідженнях.
- Вбито останнього стеллерового баклана.

### У мистецтві
- Почалася публікація місячними випусками роману Чарлза Дікенса «Холодний дім».
- Опубліковано роман Гаррієт Бічер-Стоу «Хатина дядька Тома».
- Завершилося спорудження залізничної станції Кінгс-кросс у Лондоні.
- Збудовано Кафедральний собор Гельсінкі

## Народились
Див. також Категорія:Народились 1852
- 25 червня — Антоніо Гауді (Antonio Gaudi), іспанський архітектор (пом. 1926)
- 30 серпня — Якоб Хендрік Вант-Гофф, нідерландський хімік
- 15 вересня — Григорій Олександрович Мачтет, російський письменник, революціонер (пом. 1901).

## Померли
Див. також Категорія:Померли 1852